# Nukunukumotu
Nukunukumotu  es una localidad del distrito de Kolomatu'a, en Tonga. Tiene una población de 61 habitantes en 2021.